# 서부내륙고속도로
서부내륙고속도로 주식회사(西部內陸高速道路 株式會社)는 익산평택고속도로와 익산평택고속도로지선의 도로와 제반시설을 관리·운영하는 대한민국의 기업이다. 2015년 12월 초에 법인으로 설립되었으며 본점은 세종특별자치시 한누리대로 2165, 752동 A-501호 (보람동)에 위치하고 있다.

## 같이 보기
- 익산평택고속도로
- 익산평택고속도로지선